# 百色起义

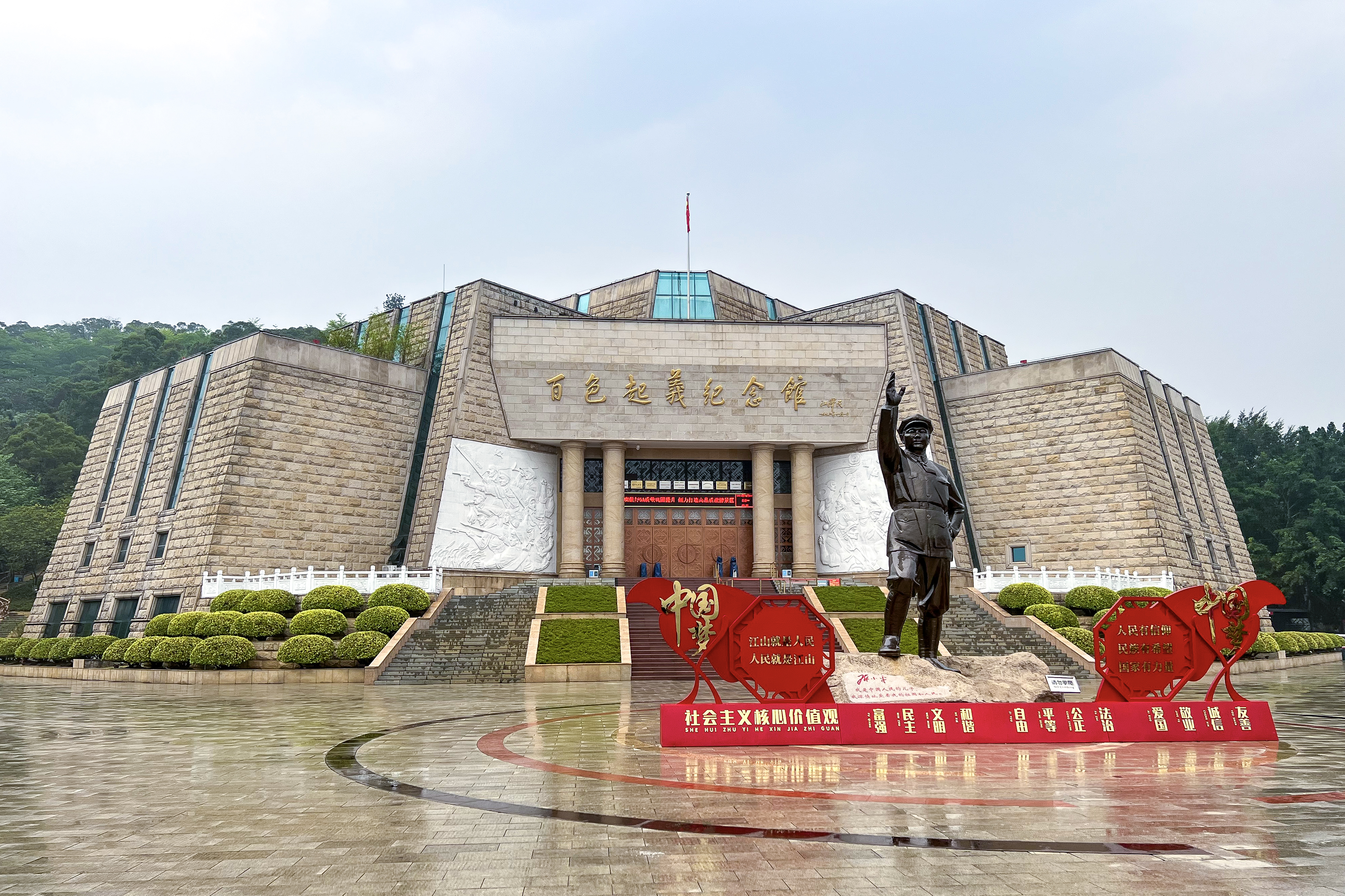
百色起义纪念馆

百色起义，又称百色暴动、右江暴动。是1929年底中国共产党利用蔣中正和桂系军阀俞作柏、李明瑞之间的矛盾，在广西百色发动的旨在反对蔣中正和国民党，武装夺取政权的一次成功的军事暴动。暴动由中共广东省委和中央代表邓斌（即邓小平）領導，陈豪人指揮。

## 序幕
中共中央決定，派邓小平為中央代表，到廣西與俞作柏、李明瑞接洽，做統戰工作，並全面領導廣西黨工，準備武裝起義，在龔飲冰陪同下，由上海到香港，聽取廣東省委軍委書記聶榮臻介紹情況，然後到南寧，是邓小平開始獨立擔負一個地區領導重任:7-8。1929年8月底，邓小平化裝成商人，匆匆離開上海，受命前往廣西:119-120。鄧小平公開身份是廣西省政府秘書，與南寧市公安局長、中國共產黨員龔楚住在一棟樓:123。在南寧，鄧小平以黨中央代表身份做俞、李工作，一方面以秘密方式同廣西黨組織負責同志聯繫，傳達黨中央指示；另一方面以半合法地位做好俞、李工作，使俞、李任用不少中國共產黨員、共青團員和進步人士:8。由於中央和廣東省委受左傾情緒影響，對鄧小平在廣西與俞作柏、李明瑞合作不相信也不放心，幾次發指示信提出批評，但是鄧小平堅持從廣西實際出發，認為俞、李與蔣、桂矛盾完全可以利用:8。邓以中共中央副秘書長身份，化名“鄧斌”從上海乘船到香港，又趕赴海防，由陸路潛入廣西省:24。邓奉命到广西右江和左江地区建立苏维埃根据地，积极参与与张云逸、韦拔群等人领导百色暴动政治活动:30。9月1日，邓在南宁主持召開廣西省第二次黨代表大會，決議「武裝農民、推翻國民黨政權、建設工農民主政權、創立工農紅軍」:25。9月10日至9月14日，在邓指導下，中共廣西特委在南寧市郊津頭村召開代表大會:124。10月1日，俞、李率部出發，鄧調遣部隊作應變：通知警備第四大隊派一個營先去右江地區，警備第五大隊派一個營先去左江地區；派雷經天等去右江，何健南等去左江:8-9。10月初，中共黨組織按照預定計劃，將留守南寧部隊拉到左、右江地區:26。邓指示張雲逸以南寧警備司令名義接管省軍械庫，並徵集船隻，以備一旦有變，即把軍械庫幾千支槍和彈藥裝船外運；又令在南寧受訓之韋撥群農軍營趕回東蘭，準備起義；並派龔飲冰去上海向中央滙報行動計劃:9。10月13日晚，南寧市區內槍聲大作，兵變部隊搬走所有槍炮和彈藥；10月14日，邓指揮部隊將軍械搬上船隻:130-131。10月17日，邓、陳豪人等帶着警衛部隊，指揮船隊溯右江駛向百色，張雲逸率警備第四大隊和教導總隊從陸路掩護前進:9。在恩隆縣平馬鎮，鄧會合張雲逸；10月22日，邓和張雲逸率部進駐百色縣城:132。邓和張雲逸等住在百色城內粵東會館，10月23日鄧主持會議，籌劃起義:133。會後以俞作柏名義，宣佈張雲逸為右江清鄉督辦公署督辦，利用舊督辦機構通令各縣上繳款項，作為起義經費:134。10月30日，中共廣東省委通知廣西特委：決定建立中共廣西前敌委员会，統一左右江之指揮，前委直屬於省委領導，由鄧擔任前委書記:137。11月初，中央電召邓回上海:10。

## 經過

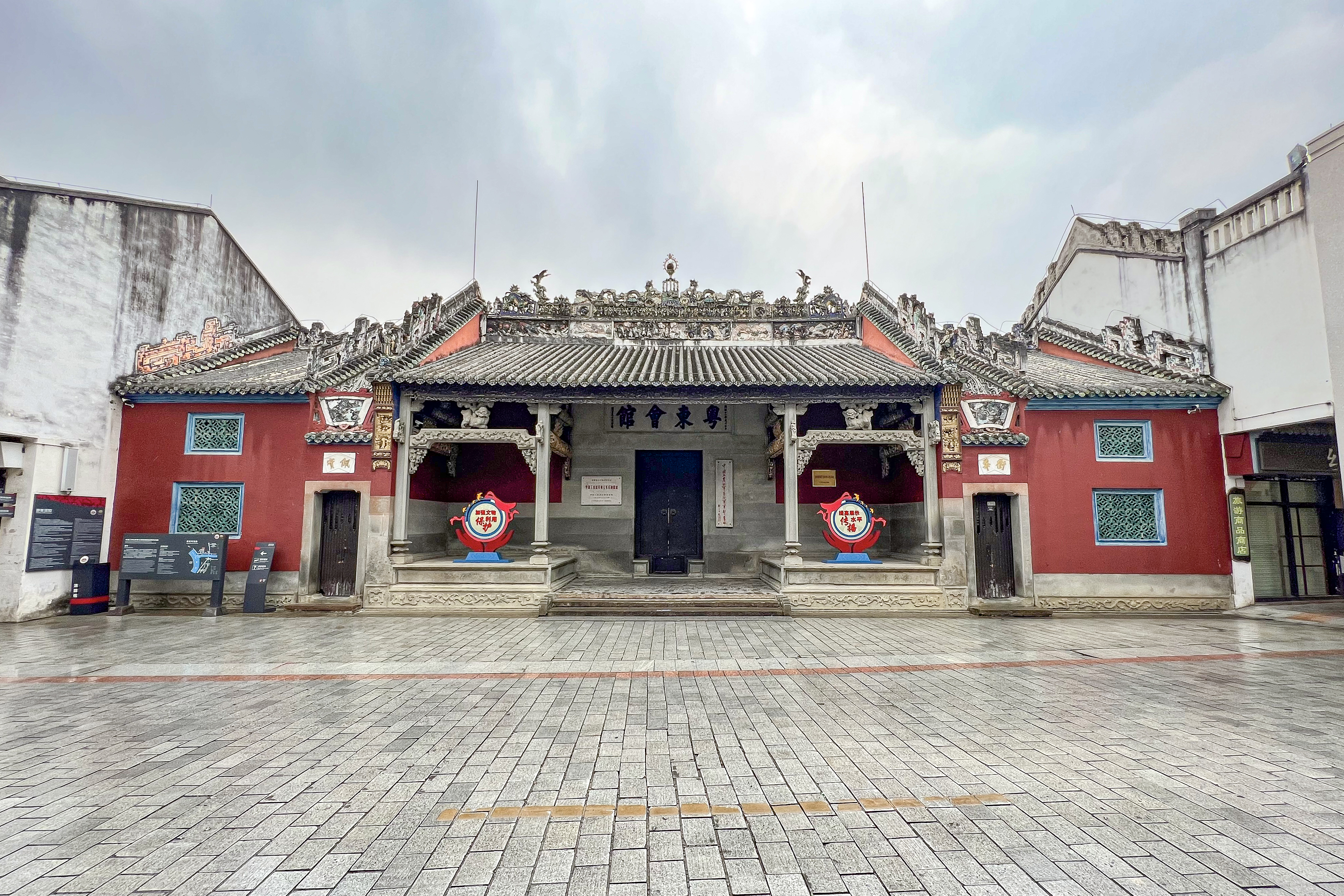
百色粤东会馆为百色起义指挥部，同时也是中国工农红军第七军军部旧址，1988年1月13日被公布为全国重点文物保护单位

百色暴动举行时陈豪人是中共广西前委书记和中共广西军委负责人，是中共在广西右江地区和红七军的首要领导人，在暴动中起着旁人无法取代的作用。在当时中央和广东省委文件中他的名字和邓斌是并提的，可是后来在大陆的一些出版物中，由于各种各样的原因，陈豪人的名字和他在百色暴动中的领导作用是经常有意或无意不被提及的。
张云逸是前委常委和右江督办主任，也是参加暴动的广西警备第四大队的大队长。参加领导和策划暴动工作的还包括南宁市公安局长龚鹤村、李立三的弟弟李谦（隆光）、广西特委在右江的负责人雷经天、和东兰县农军总指挥韦拔群等中共党员。其中的龚鹤村虽然并不在前委委员的名单之内，但全程参加了暴动，还主持了红七军成立大会，应该在领导者之列。不过后来龚鹤村逃离了红军，并在香港和中共彻底决裂，在百色暴动领导人的名单中就完全消失了。
作为中央代表邓斌曾经参与策划和领导暴动的前期准备工作，担任指导左右江地区工作的中共广西前委第一任前委书记。领导了南宁兵变和解决广西警备第三大队的武装等前期工作。可是在暴动发生的三或四个星期之前，邓斌已经离开了左右江，在前往上海汇报的路上。所以后来说邓斌亲自发动和领导了百色暴动，多少是有一点儿勉强和颠倒史实的。
参加暴动的人员除了中共派来的骨干外，主要是由张云逸和李谦掌握的广西国民政府警备第四大队的三个营和南宁军官教导总队的一部分，加上来自恩隆、奉议、思林和凌云等县的农民自卫军，约3000人，以及韦拔群领导的东兰、鳳山农军，加上百色的农民自卫军，约1000多人。
1929年12月11日，在广西西部的百色组建中国工农红军第七军，简称红七军。张云逸为军长，陈豪人为政治部主任，龚鹤村为参谋长，下辖三个纵队，李谦为副军长兼第一纵队长，韦拔群任第二纵队长。中共广西前委也改名红七军前委，陈豪人任书记，张云逸、何世昌、李谦、韦拔群等任委员。12月12日，在平马成立右江苏维埃政府（1931年8月，改称右江革命委员会；1932年冬，停止活动）。推选雷经天为主席，实行工农武装割据。